# Буревестник (научно-производственное предприятие)
АО «Инновацио́нный центр «Буреве́стник» (в прошлом — НПП «Буреве́стник», заво́д «Буреве́стник») — приборостроительное предприятие в городе Санкт-Петербурге, выпускающее рентгеновскую аппаратуру с 1928 года. Официальной датой основания считается 7 мая 1959 года.

## История

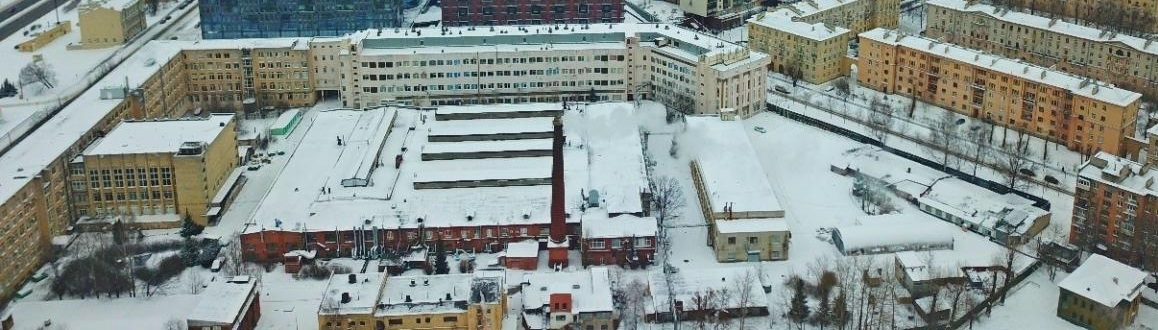
Площадка НПП «Буревестник» на Малоохтинском проспекте, дом 68 в 2018 году

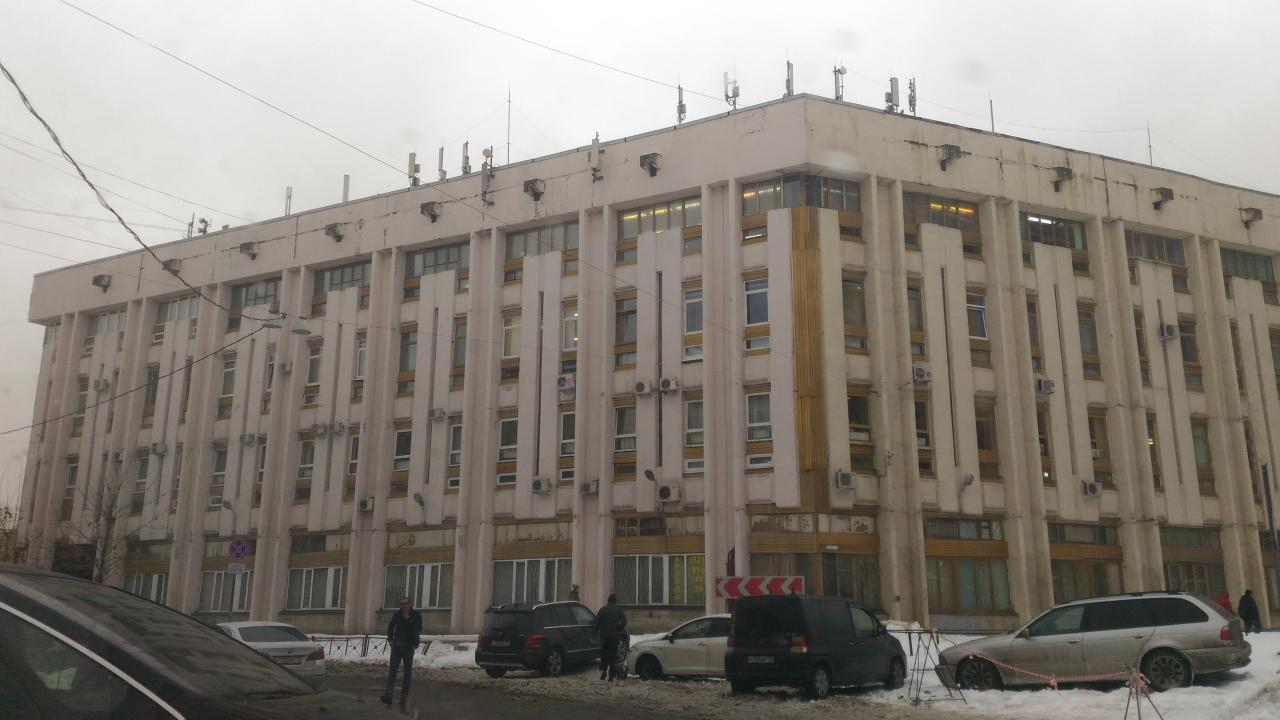
Административно-бытовой корпус НПП «Буревестник» в 2018 году (улица Стахановцев, дом 1)

В 1913 году в Санкт-Петербурге была основана фабрика точных приборов товарищества «Н. Бенуа и Ко», в 1918 году механический завод был национализирован, после чего несколько раз переименовывался. С 1923 по 1929 год механический завод «Буревестник» арендовал бывший совладелец Николай-Карл Альбертович Бенуа. В конце 1924 года была организована мастерская для сборки и ремонта импортных рентгеновских аппаратов. Бенуа наладил выпуск рентгеновского оборудования медицинского назначения. Первый советский медицинский рентгеновский аппарат был выпущен на заводе «Буревестник» в 1928 году. В 1932 году завод выпускал 588 аппаратов в год.
В 1959 году на базе завода «Буревестник» было создано конструкторское бюро для разработки и производства рентгеновской аппаратуры (СКБ РА) для применения в промышленности и горно-добывающем деле. 7 мая 1959 г. принято считать днём основания научно-производственного предприятия «Буревестник».
В 1974 году было создано предприятие полного цикла Ленинградское научно-производственное объединение «Буревестник», в состав которого вошли головная организация СКБ РА, опытный завод «Буревестник» и опытный завод «Красный Октябрь» (г. Одесса).
В феврале 1978 года в качестве структурных единиц ЛНПО были образованы опытный завод, специализирующийся на изготовлении макетов и опытных образцов изделий, и одесский филиал на базе конструкторско-технологического отдела № 62 СКБ РА (г. Одесса).
В мае 1978 года в состав ЛНПО был включён Всесоюзный научно-исследовательский и конструкторский институт научного приборостроения (ВНИИНаучприбор), был утверждён состав ЛНПО: головная организация ВНИИНаучприбор, СКБ рентгеновской аппаратуры с опытным производством, опытный завод «Буревестник» СКБ РА, одесский филиал ЛНПО «Буревестник», опытный завод «Красный Октябрь» СКБ РА (г. Одесса), Орловское производственное объединение «Научприбор» (г. Орёл), строящийся Брестский завод хроматографов.
В декабре 1978 года в подчинение ЛНПО был передан образованный Таллиннский опытный завод научного приборостроения «Дельта» (г. Таллин).
Также в состав ЛНПО «Буревестник» были включены завод «Ужгородприбор» (г. Ужгород), ГСКБ средств контроля и автоматики, опытный завод «Лентеплоприбор», завод «Ленэмальер», отраслевые лаборатории при Уральском политехническом институте и Ереванском государственном университете.
С 1980 по 1987 годы предприятие участвовало в комплексе мероприятий по разработке, производству и внедрению систем управления заправочным комплексом для проекта «Энергия — Буран».
В 1991 году все предприятия, входившие в ЛНПО «Буревестник», получили самостоятельность.
В 1993 году решением КУГИ Мэрии Санкт-Петербурга от 23.06.1993 было учреждено акционерное общество «Научно-производственное предприятие «Буревестник». В 1996 году предприятие было приватизировано и преобразовано в ОАО. В начале 2000-х предприятие стало дочерней компанией АК «Алроса». По состоянию на 2020 год «Алроса» владела 92,08 % акций «Буревестника», всего в реестре акционеров числились 466 владельцев акций, среди них 5 юридических лиц.
В 2012 году было объявлено о планируемой продаже территории, занимаемой цехами предприятия, и переносе основного производства на территорию особой экономической зоны «Новоорловская» в Приморском районе Санкт-Петербурга до 2015 года.
В 2016 году выручка предприятия составила около 2 миллиарда рублей, чистая прибыль примерно 406 миллионов рублей.
30 июля 2018 года акционерное общество «Научно-производственное предприятие «Буревестник» было реорганизовано в форме присоединения к акционерному обществу «Инновационный центр «Буревестник».
В 2018 году предприятие переехало на территорию особой экономической зоны «Новоорловская», 4 декабря состоялась торжественная территория открытия новой площадки, на которой, помимо руководства ИЦ «Буревестник» и ОЭЗ «Новоорловская», присутствовали генеральный директор «Алроса» Сергей Иванов и временно исполняющий обязанности губернатора Санкт-Петербурга Александр Беглов.